# Point Labatt Conservation Park
Point Labatt Conservation Park är en park i Australien. Den ligger i delstaten South Australia, omkring 450 kilometer nordväst om delstatshuvudstaden Adelaide.
Trakten är glest befolkad. Närmaste större samhälle är Sceale Bay, omkring 16 kilometer norr om Point Labatt Conservation Park.